# Sarreaus
Sarreaus – gmina w Hiszpanii, w prowincji Ourense, w Galicji, o powierzchni 77,29 km². W 2011 roku gmina liczyła 1408 mieszkańców.